# Chou HAPPY SONG
Chou HAPPY SONG (超HAPPY SONG La Super CANCIÓN FELIZ?) es el segundo single lanzado por la unit fusionada entre Berryz Kobo y ℃-ute llamada "Berryz Koubouｘ℃-ute" o "BeriKyuu" para abreviarlo (Cantada por todas las entonces miembros de Hello! Project Kids). El sencillo fue creado cuando Tsunku mezclo las canciones "Because happiness" del álbum Ai no Album ⑧ de Berryz Koubou, y "Shiawase no Tochuu" del álbum Dainana Shou "Utsukushikutte Gomen ne" de ℃-ute. Aunque la canción estaba originalmente planeada para ser revelada en el concierto de verano de 2012 de Hello! Project, los fans descubrieron la canción en abril, y fue después subida a YouTube. Una versión digital del single salió el 28 de abril de 2012, y la copia física del single salió el 20 de junio de 2012.

## Información
El sencillo superó a Kimi wa Jitensha Watashi wa Densha de Kitaku en ventas en su primera semana, convirtiendo este sencillo de Hello! Project Kids en el sencillo más vendido, hasta Kanashiki Amefuri / Adam to Eve no Dilemma. Al comienzo del video, muestra las carátulas de Ai no Album ⑧ y Dainana Shou "Utsukushikutte Gomen ne" en las paredes, pero al final muestra los carteles de Chou Happy Song.

## Lista de Canciones

### Digital
1. Chou HAPPY SONG
2. Because happiness - Berryz Koubou
3. Shiawase no Tochuu (幸せの途中; En el Medio de la Felicidad) - ℃-ute

### Edición Regular
1. Chou HAPPY SONG (Single Ver.)
2. Chou HAPPY SONG
3. Because happiness - Berryz Koubou
4. Shiawase no Tochuu - ℃-ute
5. Chou HAPPY SONG (Single Ver.) (Instrumental)
6. Chou HAPPY SONG (Single Ver. Berryz Koubou vo. Iri) (Instrumental)
7. Chou HAPPY SONG (Single Ver. ℃-ute vo. Iri) (Instrumental)

### Edición Limitada A
CD
1. Chou HAPPY SONG (Single Ver.)
2. Chou HAPPY SONG
3. Because happiness - Berryz Koubou
4. Shiawase no Tochuu - ℃-ute
5. Chou HAPPY SONG (Single Ver.) (Instrumental)
6. Chou HAPPY SONG (Single Ver. Berryz Koubou vo. Iri) (Instrumental)
7. Chou HAPPY SONG (Single Ver. ℃-ute vo. Iri) (Instrumental)

DVD
1. Chou HAPPY SONG (Mix Ver.)

### Edición Limitada B
CD
1. Chou HAPPY SONG (Single Ver.)
2. Chou HAPPY SONG
3. Because happiness - Berryz Koubou
4. Shiawase no Tochuu - ℃-ute
5. Chou HAPPY SONG (Single Ver.) (Instrumental)
6. Chou HAPPY SONG (Single Ver. Berryz Koubou vo. Iri) (Instrumental)
7. Chou HAPPY SONG (Single Ver. ℃-ute vo. Iri) (Instrumental)

DVD
1. Chou HAPPY SONG (Double Screen Ver.)

### Edición Limitada C
1. Chou HAPPY SONG (Single Ver.)
2. Chou HAPPY SONG
3. Because happiness - Berryz Koubou
4. Shiawase no Tochuu - Berryz Koubou
5. Chou HAPPY SONG (Single Ver.) (Instrumental)
6. Chou HAPPY SONG (Single Ver. Berryz Koubou vo. Iri) (Instrumental)
7. Chou HAPPY SONG (Single Ver. ℃-ute vo. Iri) (Instrumental)

### Edición Limitada D
1. Chou HAPPY SONG (Single Ver.)
2. Chou HAPPY SONG
3. Shiawase no Tochuu - ℃-ute
4. Because happiness - ℃-ute
5. Chou HAPPY SONG (Single Ver.) (Instrumental)
6. Chou HAPPY SONG (Single Ver. Berryz Koubou vo. Iri) (Instrumental)
7. Chou HAPPY SONG (Single Ver. ℃-ute vo. Iri) (Instrumental)

### Single V
1. Chou HAPPY SONG (MV)
2. Chou HAPPY SONG (Close-up BeriKyuu Ver.) (超HAPPY SONG (Close-up ベリキューVer.))
3. Making of (メキング映像)

### Event V (Chou HAPPY SONG)
1. Chou HAPPY SONG (Shimizu Saki Solo Ver.)
2. Chou HAPPY SONG (Yajima Maimi Solo Ver.)
3. Chou HAPPY SONG (Tsugunaga Momoko Solo Ver.)
4. Chou HAPPY SONG (Tokunaga Chinami Solo Ver.)
5. Chou HAPPY SONG (Sudo Maasa Solo Ver.)
6. Chou HAPPY SONG (Natsuyaki Miyabi Solo Ver.)
7. Chou HAPPY SONG (Kumai Yurina Solo Ver.)
8. Chou HAPPY SONG (Nakajima Saki Solo Ver.)
9. Chou HAPPY SONG (Sugaya Risako Solo Ver.)
10. Chou HAPPY SONG (Suzuki Airi Solo Ver.)
11. Chou HAPPY SONG (Okai Chisato Solo Ver.)
12. Chou HAPPY SONG (Hagiwara Mai Solo Ver.)

### Special Taidan DVD (Charla Especial DVD)
1. Tsugunaga Momoko (Berryz Koubou) x Suzuki Airi (℃-ute) Special Taidan (嗣永桃子(Berryz工房)×鈴木愛理(℃-ute)スペシャル対談)
2. Chou HAPPY SONG (Dance Shot Ver.)

## Miembros Presentes
En ese entonces fueron todas las entonces miembros de Hello! Project Kids.
Berryz Kobo:
- Saki Shimizu
- Momoko Tsugunaga
- Chinami Tokunaga
- Maasa Sudō
- Miyabi Natsuyaki
- Yurina Kumai
- Risako Sugaya

℃-ute:
- Maimi Yajima
- Saki Nakajima
- Airi Suzuki
- Chisato Okai
- Mai Hagiwara